# Methin
Methin (auch bekannt als Methylidyn und Carbin) ist eine organische chemische Verbindung und ein Radikal. Es besteht aus einem Kohlenstoffatom und nur einem Wasserstoffatom und verfügt damit über ein ungepaartes Elektron, im angeregten Zustand können es auch drei sein. Methin ist die Grundlage der Methingruppe.
Es ist ein hochreaktives Gas, welches unter Standardbedingungen sich sofort auflöst, im interstellaren Medium kommt es hingegen häufiger vor. Es war auch eines der ersten Moleküle, die dort entdeckt wurden. Methin kann sich als dreizähniger Ligand an Metallatome binden, so entstehen Verbindungen wie z. B. Methylidintricobaltnonacarbonyl.
Im Oktober 2016 berichteten Astronomen, dass Methin aus Kohlenstoffionen und Wasserstoff unter Einwirkung von Ultraviolettstrahlung von Sternen im Orionnebel entstehen kann.